# Elatostema microtrichum
Elatostema microtrichum är en nässelväxtart som beskrevs av Wen Tsai Wang. Elatostema microtrichum ingår i släktet Elatostema och familjen nässelväxter. Inga underarter finns listade i Catalogue of Life.